# Conservatorio Benedetto Marcello
Il Conservatorio statale di musica Benedetto Marcello è il Conservatorio di Venezia, fondato nel 1876 e dedicato a Benedetto Marcello.
Ha sede a Palazzo Pisani.

## Storia
Nacque nel 1876 come società di concerti e scuola di musica, col nome "Società e Scuola musicale Benedetto Marcello", fondata dal conte Giuseppe Contin di Castelseprio unitamente ad Antonio Buzzolla, Ugo Errera, Gustavo Koppel e Cesare Trombini. L'istituto fu pareggiato ai Regi Conservatori nel 1915 ("Liceo Civico Musicale Pareggiato Benedetto Marcello"). Nel 1940, quand'era direttore Gian Francesco Malipiero, divenne Conservatorio di Stato "Benedetto Marcello".

## Direttori
- Pier Adolfo Tirindelli
- Marco Enrico Bossi
- Ermanno Wolf-Ferrari
- Gian Francesco Malipiero
- Davide Liani
- Gabriele Bianchi
- Mezio Agostini
- Ugo Amendola
- Virginio Fagotto
- Giovanni Umberto Battel
- Nino Antonellini
- Renato Fasano
- Massimo Contiero
- Franco Rossi
- Marco Nicolè
- Roberto Gottipavero

## Offerta didattica

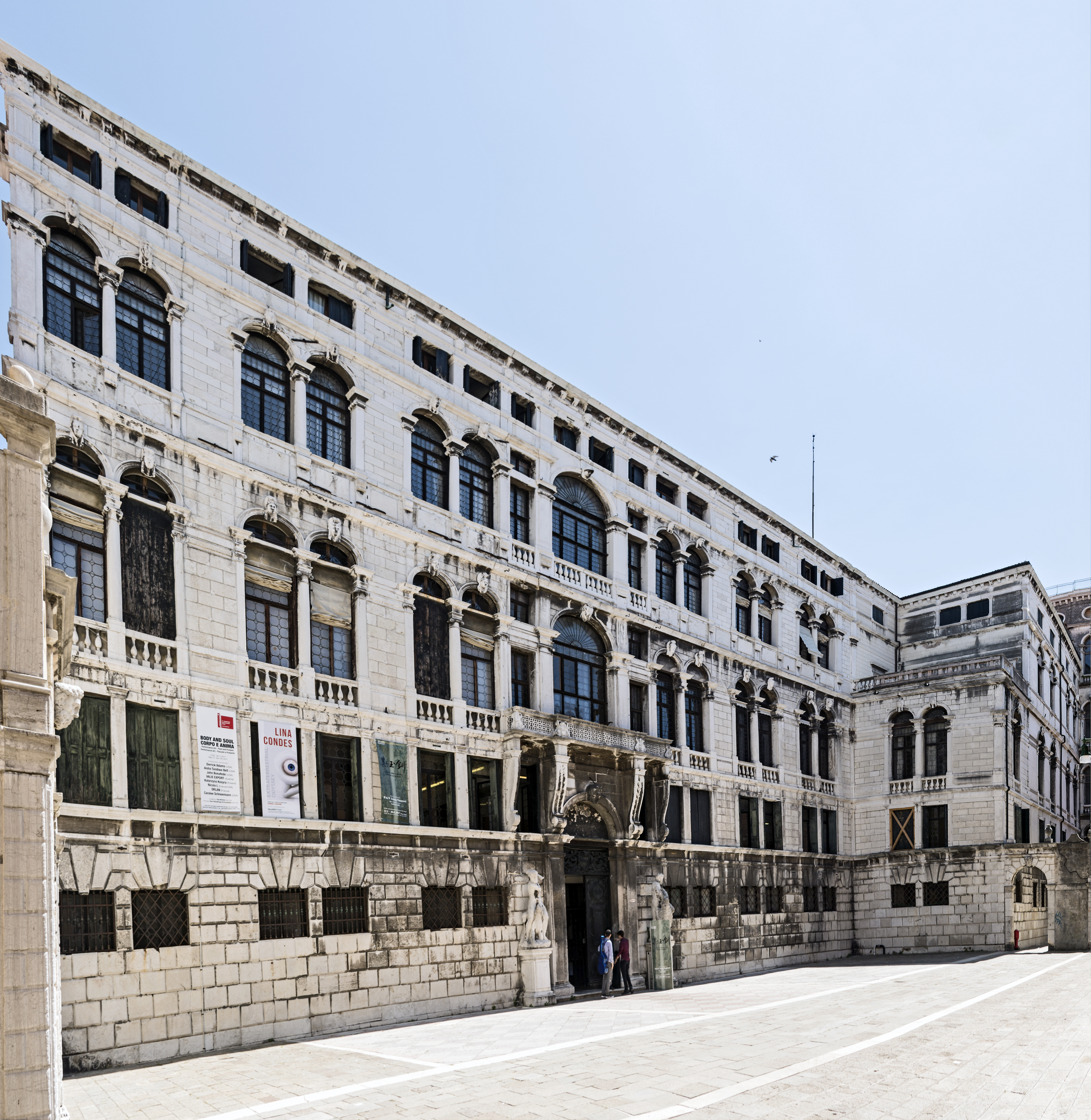
Palazzo Pisani, sede del Conservatorio

### Programmi ministeriali - Corsi principali
- Arpa
- Canto
- Chitarra
- Clarinetto
- Clavicembalo
- Composizione
- Scuola Sperimentale di Composizione (Nuova Didattica)
- Contrabbasso
- Corno
- Didattica della musica
- Direzione d'orchestra
- Fagotto
- Flauto dolce
- Flauto traverso
- Jazz
- Liuto
- Musica corale e direzione di Coro
- Musica da camera
- Musica elettronica
- Oboe
- Organo e composizione organistica
- Percussioni
- Pianoforte
- Prepolifonia
- Sassofono
- Strumenti a percussione
- Tromba e Trombone
- Viola
- Viola da Gamba
- Violino
- Violoncello

### Associazione amici del conservatorio Benedetto Marcello
Costituita, ai sensi degli articoli 14 e seguenti del Codice Civile, ha sede in Venezia presso il Conservatorio Benedetto Marcello, Ca' Pisani, S. Marco 2810 ed ha durata a tempo indeterminato.
L'Associazione amici del conservatorio Benedetto Marcello ha lo scopo di favorire lo sviluppo didattico e artistico del Conservatorio “Benedetto Marcello" di Venezia, al fine di riaffermarne il ruolo di eccellenza nella vita intellettuale veneziana, nazionale e internazionale, e in particolare di:
- tutelare, promuovere e valorizzare i beni costituenti il patrimonio del Conservatorio;
- sostenerne e affiancane l'attività di produzione, di ricerca ed editoriale;
- incentivare forme di didattica innovativa e manifestazioni culturali collaterali;
- promuovere convegni, seminari, conferenze viaggi di studio e culturali;
- istituire borse di studio per gli studenti e i neo-diplomati;
- divulgare le iniziative del Conservatorio perché siano conosciute in ambiti più vasti, al fine di accrescere l'attenzione dell'opinione pubblica e la partecipazione agli eventi organizzati;
- favorire nuove collaborazioni con enti ed istituzioni musicali e culturali, operanti in Italia e all'estero.